# Laudenbach (Weikersheim)

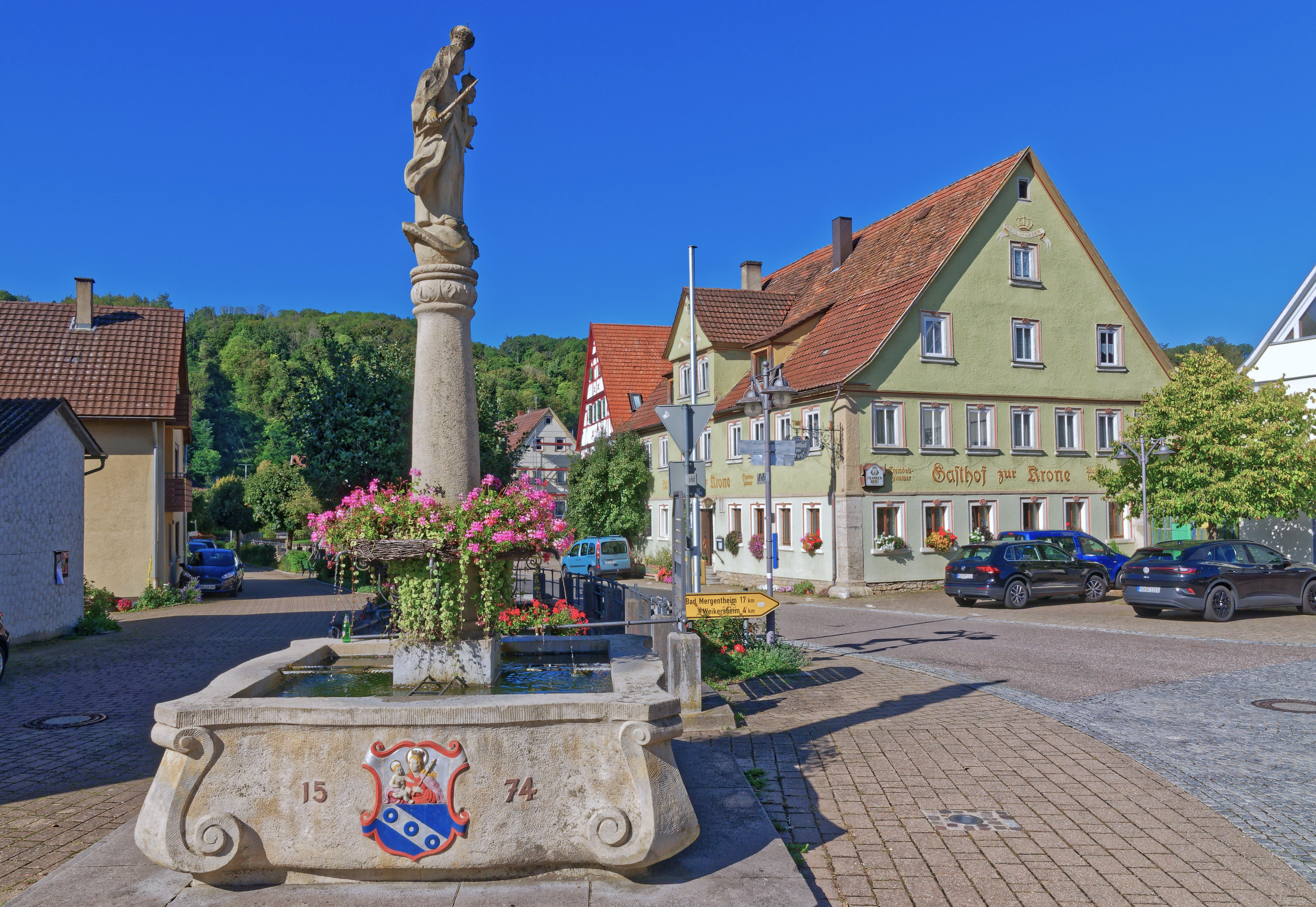
Brunnen im Ortskern von Laudenbach.

Laudenbach ist ein südlicher Stadtteil von Weikersheim im Main-Tauber-Kreis im nördlichen Baden-Württemberg.

## Geographie
Laudenbach liegt im unteren Tal der tief eingeschnittenen Vorbach fast ausschließlich auf der rechten Flussseite. Zur Gemarkung der ehemaligen Gemeinde Laudenbach gehören das Dorf Laudenbach (⊙) und der Hoch am Gegenhang des Vorbachtals gelegene Wohnplatz Bergkirche (⊙).
Der Vorbach fließt durchs etwa auf 270 m ü. NN liegende Dorf der Ebertsbronner Bach zu. Gut einen Kilometer östlich der Dorfmitte stand auf dem Wartberg früher der Wartturm, etwas unter einem Kilometer weiter südöstlich liegt ebenfalls auf dem rechten Hang des Zuflusses die Wüstung Dürrhof, nur etwa einen halben Kilometer südwestlich des Ortsrandes auf dem Mündungssporn Mittelberg des auf der längsten Strecke parallel zum Vorbach nördlich laufenden Ebertsbronner Bachs über einem Wasserbehälter die Wüstung Schorndorf.
Die Gemarkung ist größtenteils offen, ihr tiefster Punkt liegt am Nordrand beim Ausfluss der Vorbach auf rund 243 m ü. NHN, der höchste fast an ihrem Ostrand auf 427,4 m ü. NHN.

## Geschichte
Die erste urkundliche Erwähnung stammt aus dem 9. Jahrhundert. Von 1388 bis 1572 gehörte der Ort den Herren von Finsterlohe, welche dort auch schon zuvor Besitz hatten. Auf sie geht auch das Schloss und die Bergkirche zurück.
Am 1. Januar 1974 wurde Laudenbach (bzw. Laudenbach a.d. Vorbach) in die Stadt Weikersheim eingegliedert.

### Einwohnerentwicklung
Die Bevölkerung von Laudenbach entwickelte sich wie folgt:
| Jahr | Bevölkerung |
| ---- | ----------- |
| 1961 | 1249        |
| 1970 | 1195        |
| 2011 | 1162        |

## Politik
Die Blasonierung des Laudenbacher Wappens lautet: In geteiltem Schild oben in Silber eine rotgekleidete, golden nimbierte Muttergottes mit goldenem Haar, in der Rechten das golden nimbierte Jesuskind, in der Linken ein schräglinkes goldenes Szepter haltend, unten in Blau ein silberner Schrägbalken, belegt mit drei blauen Ringen.

## Religion
In Laudenbach bestand eine jüdische Gemeinde bereits im Mittelalter. Nach einer Unterbrechung entstand eine neuzeitliche jüdische Gemeinde im 17. Jahrhundert und bestand bis 1939.

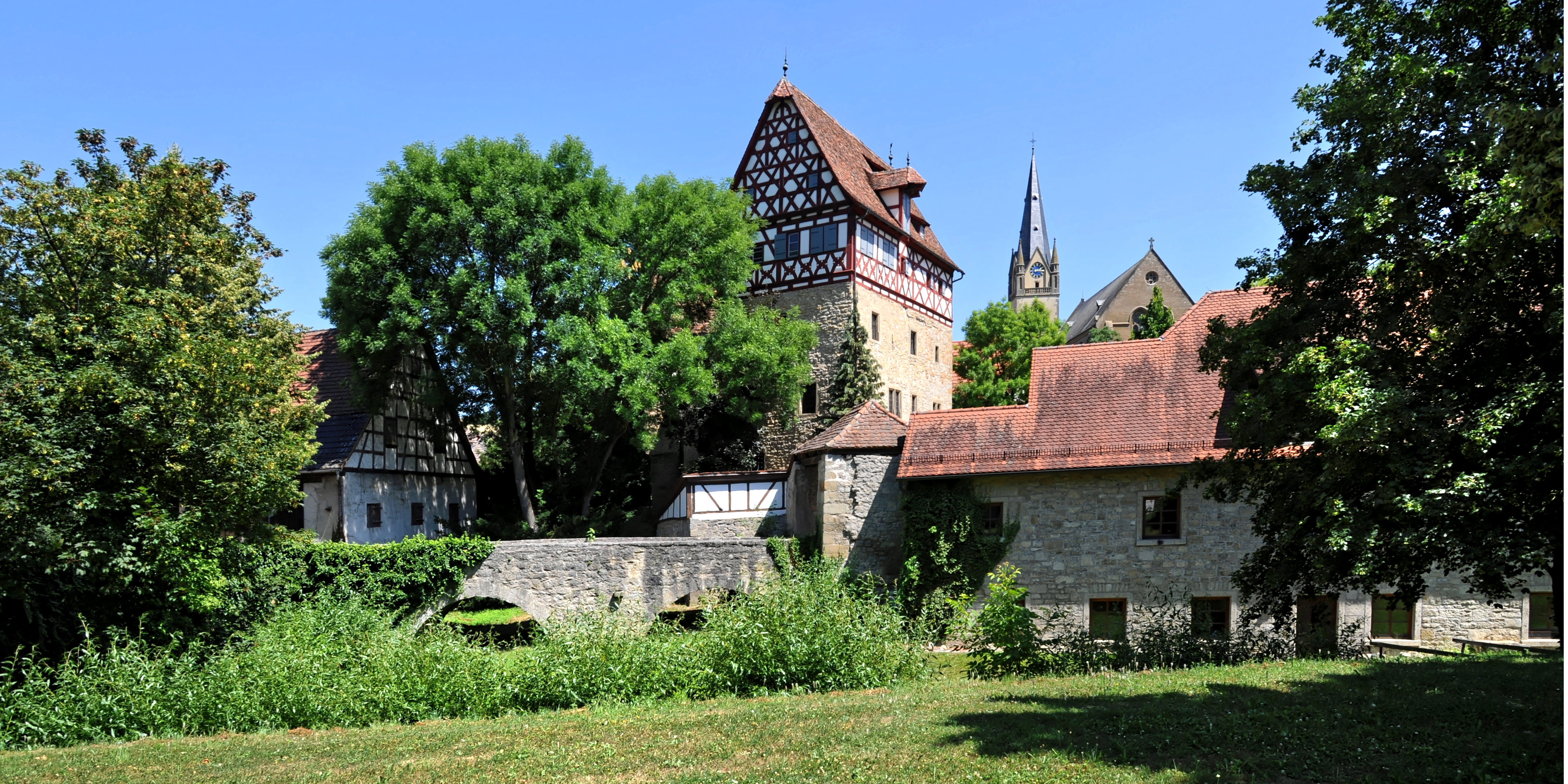
Schloss Laudenbach. Im Hintergrund die Pfarrkirche.

## Kultur und Sehenswürdigkeiten

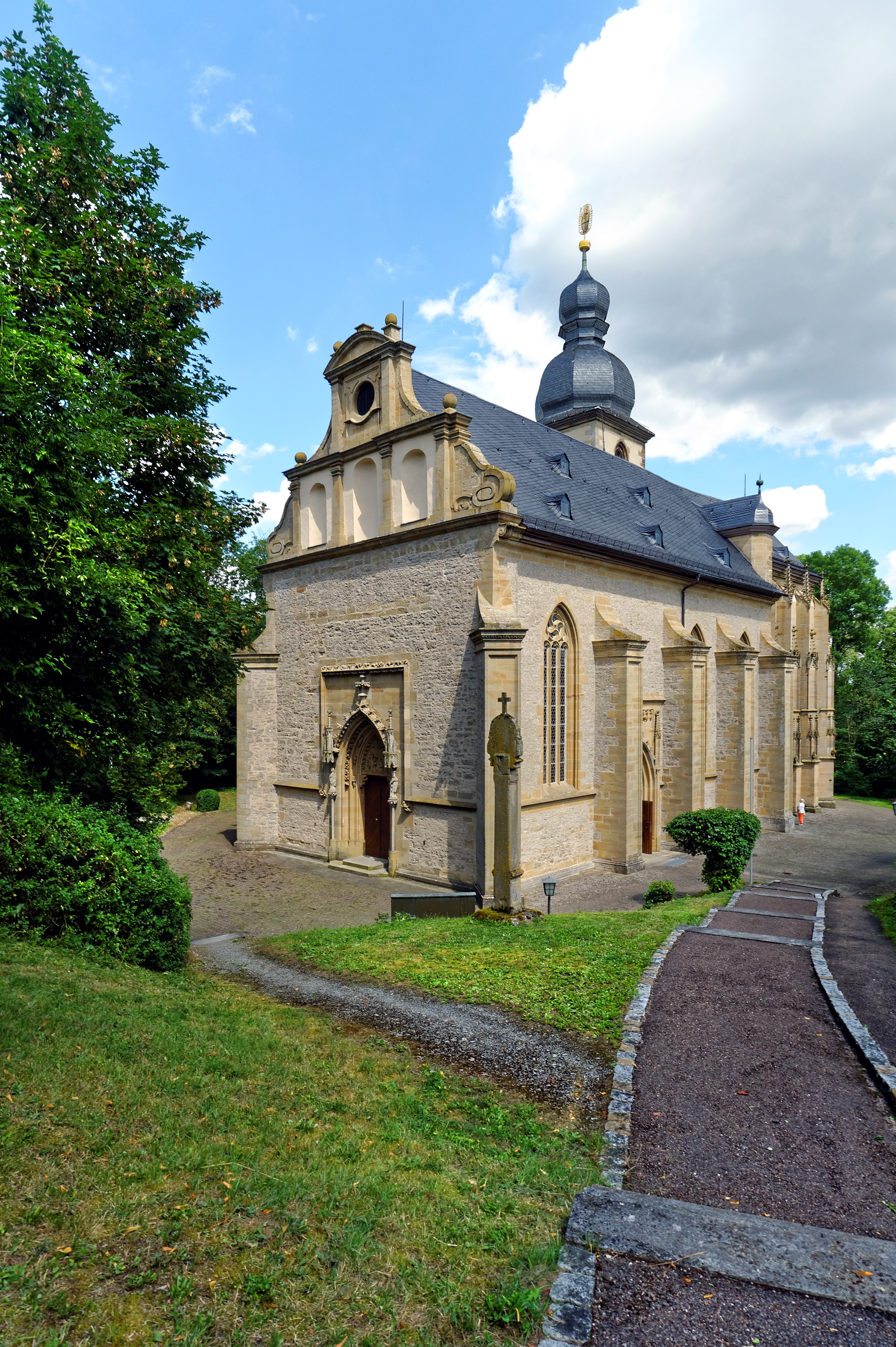
Marien-Bergkirche bei Laudenbach

### Bauwerke und Baudenkmale
Im Ortsetter gibt es ein Schlösschen aus der Renaissancezeit, die katholische Pfarrkirche St. Margareta und Fachwerkhäuser. Außerdem sind Teile der Dorfbefestigung erhalten, darunter der runde Herkelsturm (volkstümliche Aussprache: Hergelsdure) aus dem 15. Jahrhundert.
Am bekanntesten ist die westlich auf der anderen Seite des Vorbaches am Ende des steilen Laudenbacher Kreuzweges gelegene gotische Bergkirche zur Schmerzhaften Muttergottes, eine Wallfahrtskirche, deren Grundstein 1412 gelegt wurde und der Eduard Mörike sein Gedicht Bei der Marien-Bergkirche widmete. Sie enthält die 1685 von Achilles Kern gefertigte Tumba-Grablege von Melchior von Hatzfeldt, in der allerdings nur sein Herz beerdigt wurde, während sein Leichnam in Prausnitz bestattet ist.

### Rad- und Wanderwege
Der etwa 180 km lange Jakobsweg Main-Taubertal führt durch Laudenbach.

## Verkehr

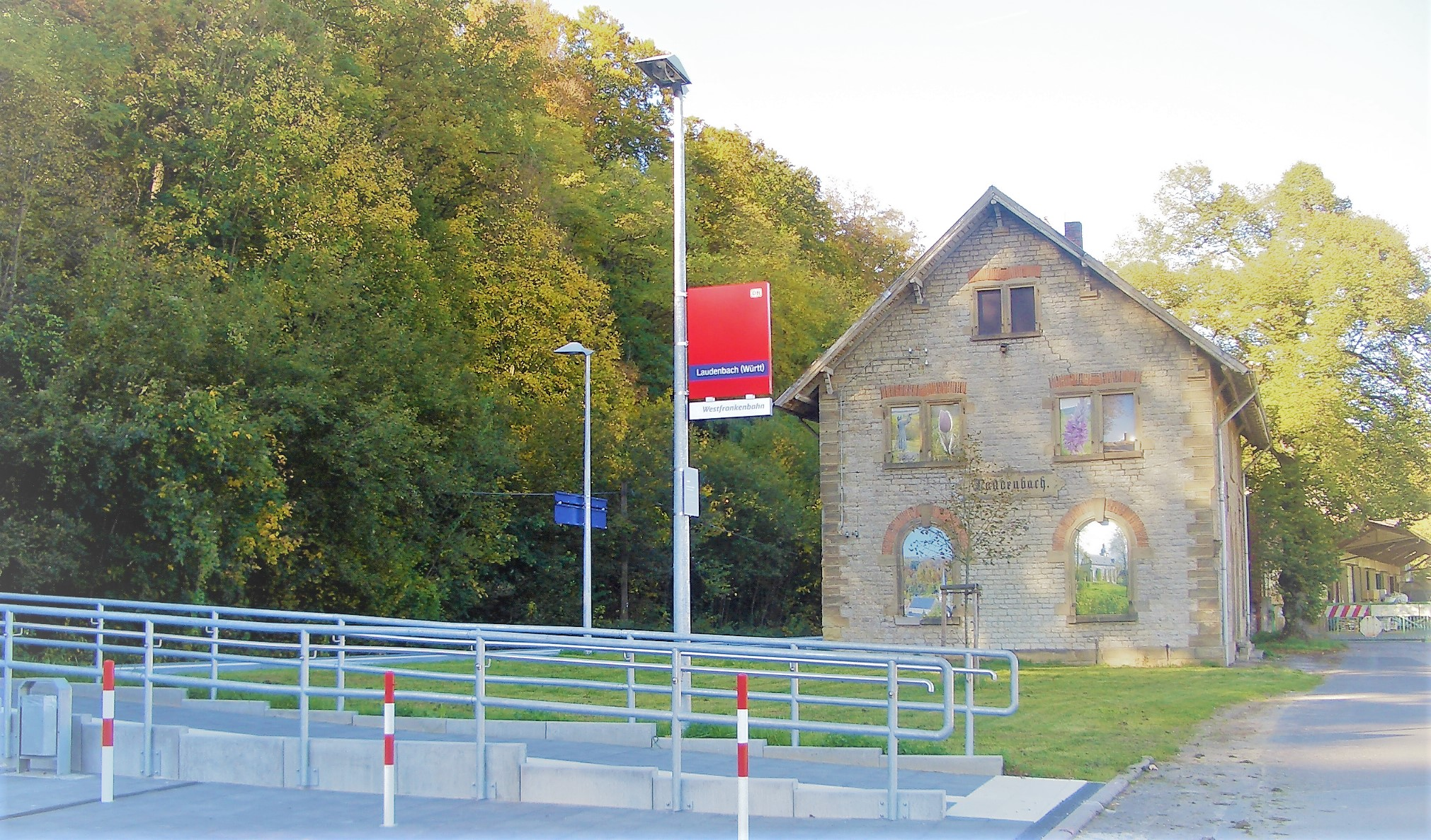
Haltepunkt Laudenbach (Württ)

Laudenbach ist aus nördlicher und südlicher Richtung jeweils über die L 1001 zu erreichen, die den Ort durchquert. Im Ortsbereich wird die L 1001 im Norden als Weikersheimer Straße, in der Ortsmitte als Bachstraße und im Süden als Niederstetter Straße bezeichnet. Aus östlicher und westlicher Richtung ist der Ort jeweils über die K 2857 zu erreichen. Im Ort wird die K 2857 im Osten als Mörikestraße, in der Ortsmitte als Am Markt und im Westen als Marienstraße bezeichnet.
Die Bahnstrecke Crailsheim–Königshofen bedient den Ort mit dem Haltepunkt Laudenbach (Württ).